# Laura Sánchez (skoczkini do wody)
 Laura Aleida Sánchez Soto (ur. 16 października 1985) – meksykańska skoczkini do wody. Brązowa medalistka olimpijska z Londynu.
Zawody w 2012 były jej trzecimi igrzyskami olimpijskimi – debiutowała w Pekinie w 2004 (5 miejsce w skokach synchronicznych), a w 2008 była 10 w konkurencji indywidualnej. W 2012 zajęła trzecie miejsce w skokach indywidualnych z trampoliny. W 2003 zdobyła brąz mistrzostw świata w skokach synchronicznych z trampoliny. Jest wielokrotną medalistką igrzysk panamerykańskich. W 2011 zwyciężyła w rywalizacji indywidualnej i skokach synchronicznych, natomiast w 2007 zwyciężyła w skokach synchronicznych.